# Sân bay Ålesund, Vigra
Sân bay Ålesund, Vigra (IATA: AES, ICAO: ENAL) (tiếng Na Uy: Ålesund lufthavn, Vigra) là một sân bay phục vụ thành phố Ålesund của Na Uy. Sân bay này nằm ở đảo Vigra ở Giske, đông bắc của trung tâm thành phố. Năm 2006, sân bay này phục vụ 732.616 lượt khách (xếp thứ 8 ở Na Uy).
Hãng Scandinavian Airlines System cung cấp dịch vụ vận chuyển hành khách đi và đến Copenhagen, Bergen, London, Oslo và Trondheim còn hãng airBaltic bay đến Riga. Ngoài ra còn có các hãng phục vụ các chuyến thuê bao.

## Lịch sử
Sân bay này được mở cửa năm 1958, là sân bay đầu tiên ở Møre og Romsdal. Hãng hàng không Braathens S.A.F.E phục vụ các chuyến bay bằng máy bay de Havilland Heron, sau đó thay bằng máy bay Fokker F-27, Fokker F-28 và Boeing 737.
Năm 1986, nhà ga hiện nay được khai trương cùng với đường băng được kéo dài, năm sau thì thêm cầu và đường hầm dưới nước nối sân bay này với Ålesund không cần phà.

## Các hãng hàng không và các điểm đến

### Bay theo lịch trình
- airBaltic (Riga)
- Scandinavian Airlines System (Bergen, London-Gatwick, Oslo, Trondheim)
  - operated by Cimber Air (Copenhagen)

### Thuê bao
- airBaltic (Riga)
- Atlasjet (Antalya)
- BH Air (Bourgas)
- Gazpromavia (Moscow)
- Nouvelair (Monastir)
- Novair (Heraklion)
- Pegasus Airlines (Antalya)
- Turkish Airlines (Antalya)
- Scandinavian Airlines System (Chania, Crete, Rhodos)